# Harry Harvey
Pour les articles homonymes, voir Harvey.
Harry Harvey (parfois crédité Harry Harvey Sr.) est un acteur américain, né le 10 janvier 1901 dans le Territoire indien (actuel Oklahoma), mort le 27 novembre 1985 à Los Angeles (quartier de Sylmar, Californie).

## Biographie
Après des débuts au théâtre dans le répertoire du vaudeville, Harry Harvey apparaît au cinéma (comme second rôle de caractère ou tenant des petits rôles non crédités) dans deux-cent-quatre-vingt-quinze films américains sortis à partir de 1932, dont de nombreux westerns.
Mentionnons Sur la piste d'Oregon de Scott Pembroke (1936, avec John Wayne et Ann Rutherford), Vainqueur du destin de Sam Wood (1942, avec Gary Cooper et Teresa Wright), Les Amants de la nuit de Nicholas Ray (1949, avec Cathy O'Donnell et Farley Granger), Le Gouffre aux chimères de Billy Wilder (1951, avec Kirk Douglas et Jan Sterling), Le Salaire du diable de Jack Arnold (1957, avec Jeff Chandler et Orson Welles), ou encore Airport de George Seaton (avec Burt Lancaster et Dean Martin), son dernier film sorti en 1970.
Pour la télévision — souvent également dans le domaine du western —, il contribue à cent-douze séries américaines entre 1949 et 1974, dont The Lone Ranger (onze épisodes, 1949-1955, avec Clayton Moore dans le rôle-titre), The Roy Rogers Show (en) (cinquante-quatre épisodes dans le rôle récurrent du shérif Tom Blodgett, 1951-1957, aux côtés de Roy Rogers), Gunsmoke (huit épisodes, 1965-1971, avec James Arness) et Mannix (six épisodes, 1968-1974, avec Mike Connors dans le rôle-titre).
S'ajoutent trois téléfilms, les deux derniers diffusés respectivement en 1969 et 1970 ; le premier est For the Love of Willadean de Byron Paul (avec Terry Burnham et Roger Mobley), diffusé en 1964 dans le cadre de l'émission Le Monde merveilleux de Disney, en deux parties.

## Filmographie partielle

### Cinéma

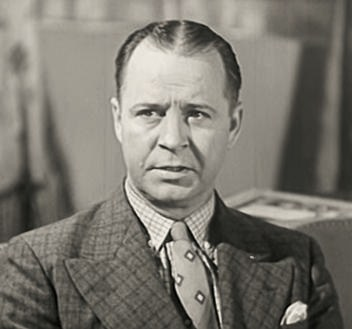
Dans Here's Flash Casey (1938)

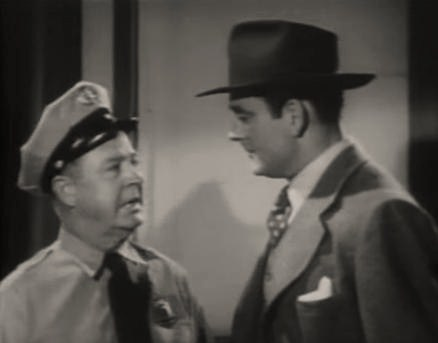
Avec Ralph Byrd (à d.), dans Dick Tracy contre le gang (1947)

- 1932 : |Destry Rides Again de Benjamin Stoloff : un passager de la diligence
- 1935 : Harmony Lane de Joseph Santley : Barker
- 1935 : Docteur Socrate (Dr Socrates) de William Dieterle : un photographe
- 1936 : Sur la piste d'Oregon (The Oregon Trail) de Scott Pembroke : Tim
- 1936 : Furie (Fury) de Fritz Lang : Jasper Anderson
- 1936 : Caïn et Mabel (Cain and Mabel) de Lloyd Bacon : Gus
- 1936 : Théodora devient folle (Theodora Goes Wild) de Richard Boleslawski : un journaliste
- 1936 : En parade (Gold Diggers of 1937) de Lloyd Bacon : vendeur dans le train
- 1938 : La Fille adoptive (Romance of the Limberlost) de William Nigh : Jones
- 1938 : Here's Flash Casey de Lynn Shores (en) : Gus Payton
- 1939 : The Day the Bookies Wept de Leslie Goodwins
- 1940 : Les Renégats du Texas (en) (Texas Renegades) de Sam Newfield : Sidekick Noisy
- 1940 : The Fatal Hour de William Nigh
- 1940 : L'Archer vert (The Green Archer) de James W. Horne (serial) : Martin
- 1941 : Hurry, Charlie, Hurry de Charles E. Roberts : le conducteur de train
- 1942 : Une nuit inoubliable (A Night to Remember) de Richard Wallace : un chauffeur de taxi
- 1942 : Vainqueur du destin (The Pride of the Yankees) de Sam Wood : Joe McCarthy
- 1944 : Invitation à la danse (Lady, Let's Dance) de Frank Woodruff : Fraser
- 1944 : Gangsters of the Frontier (en) d'Elmer Clifton : M. Merritt
- 1946 : Détectives du Far West (Sunset Pass) de William Berke : le banquier Daab
- 1946 : Les Aventures du Faucon (The Falcon's Adventure) de William Berke : le détective-sergent Duncan
- 1946 : Cour criminelle (Criminal Court) de Robert Wise : un juge
- 1946 : Nocturne d'Edwin L. Marin
- 1946 : La Ville des sans-loi (Badman's Territory) de Tim Whelan : le gérant du relais de diligence
- 1947 : Né pour tuer (Born to Kill) de Robert Wise : un avocat des affaires de divorces
- 1947 : Du sang sur la piste (Trail Street) de Ray Enright : le maire de Liberal
- 1947 : Sinbad le marin (Sinbad the Sailor) de Richard Wallace : un commerçant à l'exécution
- 1947 : La Loi de l'Arizona (Code of the West) de William Berke : Henry Stockton
- 1947 : Ils ne voudront pas me croire (They Won't Believe Me) d'Irving Pichel : le juge Fletcher
- 1947 : Le Pic de la mort (Thunder Mountain) de Lew Landers : le shérif Bagley
- 1947 : La Femme sur la plage (The Woman in the Beach) de Jean Renoir : Dr Smith
- 1947 : Dick Tracy contre le gang (Dick Tracy Meets Gruesome) de John Rawlins : le garde de la banque Humphrey
- 1947 : La Chanson des ténèbres (Night Story) de John Cromwell : le facteur
- 1948 : Le Droit de tuer (An Act of Murder) de Michael Gordon : Dr Boyd
- 1948 : Ils étaient tous mes fils (All My Sons) de Irving Reis : un juge
- 1948 : The Arizona Ranger (en) de John Rawlins : Payton
- 1948 : Visage pâle (The Paleface) de Norman Z. McLeod : le juge de paix
- 1949 : La Fille des prairies (Calamity Jane and Sam Bass) de George Sherman : un agent du relais
- 1949 : Les Amants de la nuit (They Live by Night) de Nicholas Ray : M. Hagenheimer
- 1949 : Le Démon du logis (Dear Wife) de Richard Haydn : M. Channock
- 1949 : Les Désemparés (The Reckless Moment) de Max Ophüls : un employé des postes
- 1949 : Miss Grain de sel (Miss Grant Takes Richmond) de Lloyd Bacon : le conseiller (non crédité)
- 1950 : La Clé sous la porte (Key to the City) de George Sidney : un serveur du Top O' Sky
- 1950 : L'Araignée (Woman in Hiding) de Michael Gordon : M. Tullis
- 1950 : La Cible humaine (The Gunfighter) de Henry King : Ike
- 1950 : Corruption (The Underworld Story) de Cy Endfield
- 1950 : Francis, le mulet qui parle (Francis) d'Arthur Lubin : un journaliste
- 1951 : Le Jour où la Terre s'arrêta (The Day the Earth Stood Still) de Robert Wise : un chauffeur de taxi
- 1951 : Home Town Story d'Arthur Pierson : Andy Butterworth
- 1951 : Le Gouffre aux chimères (Ace in the Hole) de Billy Wilder : Dr Hilton
- 1951 : Chéri, divorçons (Let's Make It Legal) de Richard Sale : le facteur
- 1952 : Le train sifflera trois fois (High Noon) de Fred Zinnemann : Coy
- 1952 : Duel sans merci (The Duel at Silver Creek) de Don Siegel : M. Cromwell
- 1952 : L'Énigme du Chicago Express (The Narrow Margin) de Richard Fleischer : le conducteur de train
- 1952 : À feu et à sang (The Cimarron Kid) de Budd Boetticher : un employé de magasin
- 1952 : Bas les masques (Deadline U.S.A.) de Richard Brooks : Bill
- 1952 : Une fille à bagarres (Scarlet Angel) de Sidney Salkow : Dr Corbin
- 1952 : Cinq mariages à l'essai (We're Not Married) d'Edmund Goulding : Dr Ned
- 1952 : Les Diables de l'Oklahoma (Thunderbirds) de John H. Auer : le docteur à la vaccination
- 1953 : Qui est le traître ? (Tumbleweed) de Nathan Juran : un prospecteur
- 1953 : Old Overland Trail de William Witney : un commerçant
- 1953 : Quand la poudre parle (Law and Order) de Nathan Juran : un agent territorial
- 1954 : Romance inachevée (The Glenn Miller Story) d'Anthony Mann : un docteur
- 1954 : Vingt mille lieues sous les mers (20,000 Leagues Under the Sea) de Richard Fleischer : un agent de consignation
- 1954 : L'Assassin parmi eux (Down Three Dark Streets) d'Arnold Laven
- 1954 : La Tueuse de Las Vegas (Highway Dragnet) de Nathan Juran
- 1955 : Un homme est passé (Bad Day at Black Rock) de John Sturges : le premier conducteur de train
- 1956 : Les Dernières Heures d'un bandit (en) (Showdown at Abilene) de Charles F. Haas : Ross Bigelow
- 1957 : Le Salaire du diable (Man in the Shadow) de Jack Arnold : Dr Creighton
- 1957 : Le Vengeur (Shoot Out at Medicine Bend) de Richard L. Bare : Elam King
- 1958 : La Vallée de la poudre (The Sheepman) de George Marshall : le propriétaire de l'épicerie
- 1960 : Pollyanna de David Swift : l'éditeur
- 1962 : La Bagarre de la dernière chance (Black Gold) de Leslie H. Martinson : le juge de paix G. G. Jordan
- 1965 : Cat Ballou d'Elliot Silverstein : le conducteur de train
- 1966 : Marqué au fer rouge (Ride Beyond Vengeance) de Bernard McEveety : Vogan
- 1967 : L'Honorable Griffin (The Adventures of Bullwhip Griffin) de James Neilson : un supporter à la bagarre
- 1968 : Le Fantôme de Barbe-Noire (Blackbeard's Ghost) de Robert Stevenson : M. Finch, troisième enchérisseur
- 1970 : Airport de George Seaton : Dr Avery Smith

### Télévision
(séries, sauf mention contraire)
- 1949-1955 : The Lone Ranger

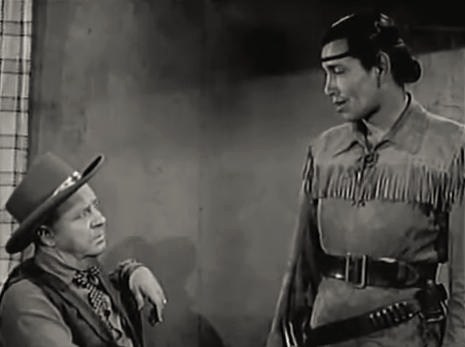
Avec Jay Silverheels (à d.), dans la série The Lone Ranger, épisode The Renegades (1949)

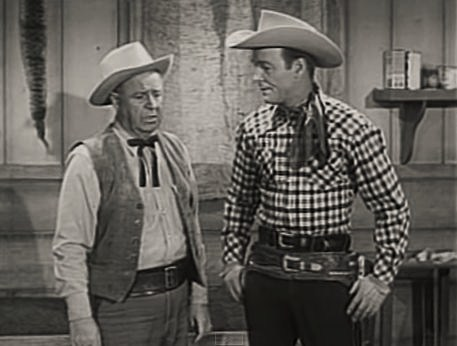
Avec Roy Rogers (à d.), dans la série The Roy Rogers Show, épisode Strangers (1954)

  - Saison 1, épisode 8 The Renegades (1949 - Jim Lackey) et épisode 41 A Pardon for Curley (1950 - le maire)
  - Saison 2, épisode 13 Bad Medicine (1950 - Dr Clay Andrews) et épisode 20 Mr. Trouble (1951 - « Doc » Weston)
  - Saison 3, épisode 17 Indian Charlie (1953 - le shérif Jim Dixon), épisode 22 The Devil's Bog (1953 - Dr Mervin Robbins), épisode 34 Embezzler's Harvest (1953 - Tim Dillon) de Paul Landres et épisode 43 Woman from Omaha (1953 - Sam Blake)
  - Saison 4, épisode 3 Message to Fort Apache (1954 - Clem) de Wilhelm Thiele, épisode 21 The Quiet Highwayman (1955 - Ed Bates) d'Oscar Rudolph et épisode 33 False Accusations (1955 - Fred Niles) d'Oscar Rudolph
- 1951-1957 : The Roy Rogers Show
  - Saisons 1 à 6, 54 épisodes : le shérif Tom Blodgett
- 1953 : Les Aventuriers du Far West (Death Valley Days)
  - Saison 1, épisode 14 Claim Jumin' Jennie (1953) de Stuart E. McGowan
  - Saison 3, épisode 3 Halfway Girl (1954) de Stuart E. McGowan : le banquier Hendricks
- 1954 : Histoires du siècle dernier (Stories of the Century)
  - Saison 1, épisode 10 Doc Holliday de William Witney : le conducteur de train
- 1955-1967 : Lassie
  - Saison 2, épisode 11 The Newspaper (1955) de Lesley Selander : Hank Fuller
  - Saison 5, épisode 14 The Black Woods (1958) de Franklin Adreon : Robert Hanson
  - Saison 12, épisode 8 Little Dog Lost (1965) de John English : M. Simpson
  - Saison 13, épisode 29 Goliath (1967) : Hugh Townsend
- 1956 : Le Choix de... (Screen Directors Playhouse)
  - Saison unique, épisode 20 One Against Many de William Dieterle : le deuxième sénateur
- 1956-1957 : La Flèche brisée (Broken Arrow)
  - Saison 1, épisode 9 Return from the Shadow (1957) et épisode 10 Cry Wolf (1956) de Wilhelm Thiele : le juge
  - Saison 2, épisode 6 The Arsenal (1957) de Richard L. Bare : Len
- 1956-1962 : Cheyenne
  - Saison 1, épisode 14 Johnny Bravo (1956 - Tom Lovelace) de Richard L. Bare et épisode 15 The Last Train West (1956 - le marshal) de Richard L. Bare
  - Saison 2, épisode 1 The Dark Rider (1956 - Opie Wade) de Richard L. Bare et épisode 7 Lone Gun (1956 - le maire Robert Ellison) de Richard L. Bare
  - Saison 6, épisode 5 Day's Pay (1961 - le maire Squires) de George Waggner et épisode 12 One Way Ticket (1962 - Wilbur Crane)
- 1957-1961 : Maverick
  - Saison 1, épisode 1 War of the Silver Kings (1957 - un télégraphiste de la Western Union) de Budd Boetticher, épisode 5 The Long Hunt (1957 - le conducteur de diligence) de Douglas Heyes, épisode 17 Rope of Cards (1958 - le propriétaire du magasin) de Richard L. Bare et épisode 25 Black Fire (1958 - le cousin Seeby) de Leslie H. Martinson
  - Saison 4, épisode 2 Hadley's Hunters (1960 - M. Brewster père) de Leslie H. Martinson et épisode 18 The Cactus Switch (1961 - le bijoutier Mueller) de George Waggner
  - Saison 5, épisode 3 The Golden Fleecing (1961) : le capitaine Owens
- 1958 : Au nom de la loi (Wanted: Dead or Alive)
  - Saison 1, épisode 10 Le Mort vivant (Til Death Do Us Part) de Don McDougall : le barman
- 1958-1960 : Sugarfoot
  - Saison 1, épisode 14 A Wreath for Charity Lloyd (1958) de Franklin Adreon : le shérif Dawson McGinty
  - Saison 3, épisode 17 Blue Bonnet Stray (1960) de Leslie Goodwins : le premier agent du relais
  - Saison 4, épisode 4 Welcome Enemy (1960) de Leslie Goodwins : le chef de poste
- 1959 : Rawhide
  - Saison 1, épisode 4 Les Malheurs de Sophie (Incident of the Widowed Dove) de Ted Post : l'imprimeur
- 1959-1960 : Les Incorruptibles (The Untouchables)
  - Saison 1, épisode 10 Le Scandaleux Verdict (The Dutch Schultz Story, 1959 - un barbier) de Jerry Hopper et épisode 28 L'Histoire de Frank Nitti (The Frank Nitti Story, 1960 - Harold Coldman) d'Howard W. Koch
- 1960 : Échec et mat (Checkmate)
  - Saison 1, épisode 2 Interrupted Honeymoon d'Herschel Daugherty : un serveur
- 1960-1961 : Laramie
  - Saison 2, épisode 8 .45 Calibre (1960 - un citoyen) de Lesley Selander, épisode 12 Duel at Parkison Town (1960 - un citoyen) et épisode 23 Run of the Hunted (1961 - Tolan)
  - Saison 3, épisode 5 The Fatal Step (1961) de Joseph Kane : le chef de poste
- 1960-1964 : La Grande Caravane (Wagon Train)
  - Saison 3, épisode 24 The Christine Elliott Story (1960 - le marshal-adjoint Clancy) d'Herschel Daugherty et épisode 35 The Charlene Brenton Story (1960 - le shérif Matt) de Virgil W. Vogel
  - Saison 6, épisode 33 The David Garner Story (1963) de Virgil W. Vogel : Vern Orton
  - Saison 7, épisode 24 The Trace McCloud Story (1964 - le maire Ives) de Virgil W. Vogel et épisode 31 The Zebedee Titus Story (1964 - M. Parsons) de Virgil W. Vogel
- 1961-1963 : 77 Sunset Strip
  - Saison 3, épisode 36 Caper in E Flat (1961) : le juge Hansen
  - Saison 6, épisode 6 White Lie (1963) : le squatteur
- 1962 : Le Jeune Docteur Kildare (Dr Kildare)
  - Saison 1, épisode 22 The Bronc-Buster de Paul Stanley : Eddie
- 1963 : Suspicion (The Alfred Hitchcock Hour)
  - Saison 1, épisode 24 The Star Juror d'Herschel Daugherty : Dr Vince
  - Saison 2, épisode 2 Terror at Northfield d'Harvey Hart : le maire Sanford Brown
- 1964 : For the Love of Willadean, téléfilm de Byron Paul : le shérif
- 1964 : L'Homme à la Rolls (Burke's Law), première série
  - Saison 1, épisode 17 Who Killed What's His Name? de Don Taylor : Huggins
- 1965 : Perdus dans l'espace (Lost in Space)
  - Saison 1, épisode 15 Return from Outer Space de Nathan Juran : Grover
- 1965-1966 : Le Proscrit (Branded)
  - Saison 1, épisode 1 Survival (1965) de Richard Whorf : le propriétaire de l'écurie
  - Saison 2, épisode 1 Judge Not (1965 - le chef de poste Potter) de Vincent McEveety et épisode 23 Yellow for Courage (1966 - « Doc » Shackley)
- 1965-1966 : Adèle (Hazel)
  - Saison 5, épisode 9 A Lot to Remember (1965 - J. M. Carter) d'E. W. Swackhamer et épisode 26 Bee in Her Bonnet (1966 - Muntz) d'Hal Cooper
- 1965-1970 : Le Virginien (The Virginian – Saison 9 : The Men from Shiloh)
  - Saison 3, épisode 21 A Slight Case of Charity (1965) de Richard Benedict : Ira Corwin
  - Saison 4, épisode 23 Ride a Cock-Horse to Laramie Cross (1966) : Horatio
  - Saison 5, épisode 24 Jacob Was a Plain Man (1966 - le barman) de Don McDougall et épisode 24 Nightmare at Fort Killman (1967 - le chef de poste) d'Abner Biberman
  - Saison 6, épisode 12 The Barren Ground (1967) d'Abner Biberman : le juge
  - Saison 7, épisode 2 Silver Image (1968) de Don McDougall : Lester
  - Saison 9, épisode 11 Follow the Leader (1970) de Richard Benedict : un employé de poste
- 1965-1971 : Gunsmoke ou Police des plaines (Gunsmoke ou Marshal Dillon)
  - Saison 10, épisode 25 Breckinridge (1965) de Vincent McEveety : le vieil homme
  - Saison 13, épisode 9 The Pillagers (1967 - Eli) de Vincent McEveety et épisode 18 Nowhere to Run (1968 - un commerçant) de Vincent McEveety
  - Saison 14, épisode 7 9:12 to Dodge (1968) de Marvin J. Chomsky : le répartiteur
  - Saison 16, épisode 4 Sam McTavish, M.D. (1970) de Bernard McEveety : Johnson
  - Saison 17, épisodes 12, 13 et 14 Gold Train, Parts I-II-III (1971) de Bernard McEveety : le marchand ambulant
- 1966 : Laredo
  - Saison 2, épisode 7 Any Way the Wind Blows de John English : Strother
- 1966 : Les Mystères de l'Ouest (The Wild Wild West)
  - Saison 2, épisode 15 La Nuit hors du temps (The Night of the Lord of Limbo) de Jesse Hibbs : le directeur du théâtre
- 1966-1967 : Daniel Boone
  - Saison 3, épisode 6 Run a Crooked Mile (1966) : Luther Michaels
  - Saison 4, épisode 14 A Matter of Blood (1967) de Nathan Juran : le juge de paix
- 1967 : Annie, agent très spécial (The Girl from U.N.C.L.E.)
  - Saison unique, épisode 26 La Montre explosive (The Double-O-Nothing Affair) de John Brahm : le vieil homme
- 1967 : Jinny de mes rêves (I Dream of Jeannie)
  - Saison 3, épisode 5 L'Instructeur Kiski (My Master, the Weakling) : le général Powlett
- 1967-1968 : Cimarron
  - Saison unique, épisode 3 Soir de fête (Broken Wing, 1967) de Sam Wanamaker et épisode 16 L'Or et la Pyrite (Fool's Gold, 1968) d'Herschel Daugherty : un employé du chemin de fer
- 1968 : Les Arpents verts (Green Acres)
  - Saison 3, épisode 20 Arnold, Boy Hero de Richard L. Bare : M. Guerney
- 1968 : Ma sorcière bien-aimée (Bewitched)
  - Saison 4, épisode 27 Les Esprits (Tabatha's Cranky Spell) de William Asher : l'oncle Willie
- 1968-1972 : Bonanza
  - Saison 9, épisode 16 A Girl Named George (1968) : le coroner « Doc » Martin
  - Saison 12, épisode 12 The Impostors (1970) de Lewis Allen : Bixle
  - Saison 14, épisode 2 Heritage of Anger (1972) : Sangster
- 1968-1974 : L'Homme de fer (Ironside)
  - Saison 2, épisode 9 Culpabilité évidente (An Obvious Case of Guilt, 1968) d'Abner Biberman : le premier épicier
  - Saison 3, épisode 16 Candy (Beware the Wiles of the Stranger, 1970) de Don Weis : le greffier de jour
  - Saison 8, épisode 3 What's New with Mark? (1974) de Charles S. Dubin : le vieil homme
- 1968-1974 : Mannix
  - Saison 1, épisode 19 Pour un collier (You Can Get Killed Out There, 1968 - le propriétaire) et épisode 21 Miracle (Eight to Five, It's a Miracle, 1968 - le géologue)
  - Saison 3, épisode 24 Guerre des nerfs (War of Nerves, 1970) : Ken Bailey
  - Saison 4, épisode 11 Règlement de comptes (Bang, Bang, You're Dead, 1970) : Garrison
  - Saison 5, épisode 11 L'Homme d'ailleurs (The Man Outside, 1971) : le docteur
  - Saison 8, épisode 7 Une faveur pour un vieil ami (A Small Favor for an Old Friend, 1974) de Paul Krasny : l'agent de maintenance
- 1969 : The Ballad of Andy Croker, téléfilm de George McCowan : M. Kirkaby
- 1970 : Docteur Marcus Welby (Marcus Welby, M.D.)
  - Saison 2, épisode 4 Epidemic de Daniel Petrie : M. Simpson
- 1970 : Cutter's Trail, téléfilm de Vincent McEveety : un villageois
- 1972 : Opération danger (Alias Smith and Jones)
  - Saison 2, épisode 15 21 Days to Tenstrike de Mel Ferber : le télégraphiste
- 1974 : Columbo
  - Saison 3, épisode 7 Le Chant du cygne (Swan Song) : le directeur
- 1974 : Auto-patrouille (Adam-12)
  - Saison 7, épisode 9 Alcohol : le révérend Harvey